# Bijar
Bījār o Bīdjār (farsi بیجار) è il capoluogo dello shahrestān di Bijar, circoscrizione Centrale, nella Provincia del Kurdistan in Iran. Aveva, nel 2006, 46.156 abitanti. La maggioranza della popolazione è di etnia curda.
La città è internazionalmente famosa per la qualità e il disegno dei suoi tappeti.
Lo storico castello di Qam Cheqay (o Qamechoqay), 45 km a nord della città, è il più antico della provincia.